# Lahontan, Pyrénées-Atlantiques

Lahontan este o comună în departamentul Pyrénées-Atlantiques din sud-vestul Franței. În 2009 avea o populație de 462 de locuitori.

## Istoric
Paul Raymond notează că Lahontan depindea de arhiepiscopul Rivière-Gave, numele unui arhiepiscop al Diecezei lui Dax, care și-a luat numele de la Gave de Pau.

## Geografie

### Locație
Lahontan este situat pe malul stâng al Gave de Pau. Se învecinează cu departamentul Landes.

### Acces
Orașul este deservit de drumurile departamentale 29 și 329+ autostrada A64 de ieșire 7.

### Hidrografie
Pădurile orașului sunt udate de Gave de Pau, un afluent al Adourului și de afluenții săi, de peștere, Johanne și artigaus.

## Evoluția populației
| An        | 1975 | 1982 | 1990 | 1999 | 2006 | 2009 |
| --------- | ---- | ---- | ---- | ---- | ---- | ---- |
| Populație | 511  | 418  | 463  | 398  | 450  | 462  |